# The Simpsons: Minutes to Meltdown
The Simpsons: Minutes to Meltdown est un jeu vidéo sorti aux États-Unis et en France le 23 juillet 2007 sur téléphone portable. Développé par G5 Entertainment et édité et distribué par Electronic Arts, ce jeu est basé sur la série télévisée Les Simpson et est un dérivé de Les Simpson - Le Film, sorti pour l'occasion. L'histoire diffère mais le but est le même : « Sauver Springfield ».

## Histoire
Homer regarde la télé avec son cochon. Il tombe sur un flash spécial. Son cochon a ravagé Springfield, l'explosion de la centrale nucléaire est imminente, et les habitants sont furieux. Homer n'a plus que 30 minutes pour sauver Springfield.

## Niveaux
Il y a trois niveaux dans le jeu :
- La Maison des Simpson
- Springfield
- La centrale nucléaire